# 1703年安妮女皇獎金法令
《1703年安妮女皇獎金法令》（英語：Queen Anne's Bounty Act 1703；2 & 3 Anne c 20）是英格蘭國會的一項法令，旨在撥出「永久的初年聖俸及什一奉獻」款項以資助英格蘭教會貧窮的聖品人。
整部法令，除了部分條文早前已由其他法例廢除，由《1960年慈善組織法令》（Charities Act 1960）第48(2)條及附表7第II部廢除。

## 第1條
本條由《1960年慈善組織法令》第39(1)條及附表5廢除。

## 第2條
本條由《1926年初年聖俸及什一奉獻措施（第5號）》（First Fruits and Tenths Measure 1926 (No 5)）第6條及附表2廢除。

## 第3條
本條由《1926年初年聖俸及什一奉獻措施（第5號）》（First Fruits and Tenths Measure 1926 (No 5)）第6條及附表2廢除。

## 第4條
在本條中，由「inrolled in such manner」起至「bargaines and sales」止的字句以及此後出現的「inrolled」由《1948年成文法編正法令》（Statute Law Revision Act 1948）的第1條及附表1廢除。

## 第6條
在本條中，「or women covert without their husbands」的字句由《1935年法律改革（已婚女性及侵權人）法令》（Law Reform (Married Women and Tortfeasors) Act 1935）第5(2)條及附表2廢除。

## 第7條
本條由《1926年初年聖俸及什一奉獻措施（第5號）》（First Fruits and Tenths Measure 1926 (No 5)）第6條及附表2廢除。